# ناوالاپیتییا
ناوالاپیتییا (به لاتین: Nawalapitiya) یک شهرک در سری‌لانکا است که در استان مرکزی (سری‌لانکا) واقع شده‌است.

## خصوصیات
ناوالاپیتییا ۱۳٬۷۵۱ نفر جمعیت دارد.